# Хипокапнија
Хипокапнија (лат. hypocapnia) је стање сниженог парцијалног притиска угљен-диоксида у артеријској крви испод 35 mmHg. Присуство хипокапније мјерењем капнометром се не може искључити, јер се могу констатовати нормалне или повишене вриједности  , те је из ових разлога потребна гасна анализа артеријске крви.

## Дефиниције
Хиперкапнија
Вишак угљен-диоксида у крви, изазван повишеним парцијалним притиском угљен-диоксида (>PaCo2) у артеријској крви и телесним течностима.
Хипокапнија
Смањена количина угљен-диоксида у крви, изазвана снижењем парцијалним притиском угљен-диоксида.
Акапнија
Акапнија се често користи као термин да означи хипокапнију, међутим стање потпуне акапније (тј потпуног мањак угљен-диоксида у телесним течностима) не постоји за живота као и аноксија (па је бољи термин за аноксију аноксемија).

## Узроци
Узроци који доводе до развоја хипокапније су они који повишавају вентилацију плућа:
- Рефлексна хипервентилација код хипоксије, када услед смањене концентрације кисеоника у крви долази до појачаног надражаја респираторног центра.
- Код узбуђења, емоционалних поремећаја, страха, јаких болова.
- Код жељеног појачања вентилације из терапијских разлога, нпр. код респираторне компензације ацидозе да би се што више елиминисао угљен-диоксид из организма, затим код по живот опасне хиперкалијемије итд. Када се ради о механичкој вентилацији потребно је правилно регулисати неопходне параметре на уређају.

Хипокапнија због превеликог елиминисања угљен-диоксида преко плућа доводи до развоја респираторне алкалозе, која спречава нормално искориштавање кисеоника. Долази до смањења прокрвљености можданог и срчаног ткива, што може довести до развоја исхемије тих органа. Ако је присутно крварење у можданом ткиву доћи ће до накнадног крварења. Хипокалијемија која је присутна код хипокапније доводи често по поремећаја срчаног ритма.

## Симптоми
Знаци и симптоми хипокапније су тонички грчеви шаке, стопала (карпопедални спазам) и уста уз претходно трњење и мравцима тих дијелова тијела. Присутна је тахипнеја са диспнејом.

## Терапија
Терапија хипокапније се састоји у уклањању узрока који су довели до хипервентилације, побољшање алвеоларне вентилације и спречавање хипоксије апликацијом кисеоника, евентуално аналгезија и седација, ендотрахеална интубација и механичка вентилација.